# حسين سنابور
حسين سنابور  (1960-) كاتب وروائي وناقد إيراني من مواليد مدينة كرج.